# تعليم المرأة في السعودية
تعليم المرأة في المملكة العربية السعودية، كان قديمًا في كتاتيب تحفيظ القرآن الكريم، عن طريق معلمات متخصصات يقمن بجانب ذلك بتدريسهن مبادئ العلوم، والقراءة والكتابة، ثم بدأ التعليم النظامي للمرأة في المملكة عام 1956، بواسطة عدد من المدارس الأهلية، وأولها مدرسة دار الحنان، التي أنشأها الملك فيصل بن عبدالعزيز آل سعود برعاية زوجته الأميرة عفت، حتى صدر الأمر الملكي في عهد الملك سعود بن عبدالعزيز آل سعود بافتتاح الرئاسة العامة لتعليم البنات عام 1960، وكان هذا العام هو البداية الحقيقة لتعليم المرأة في المملكة العربية السعودية.

## تاريخ
في عام عام 1367هـ/ 1947م أحضر الملك سعود بن عبد العزيز آل سعود - ولي العهد آنذاك- معلمتين لتعليم بناته في قصره عدداً من المواد الدراسية منها: اللغة العربية والرياضيات واللغة الإنجليزية والتاريخ والجغرافيا، وكانت هذه الخطوة نواة معهد الكريمات في الرياض وهي المدرسة الأولى للبنات في نجد واستمرت هذه المدرسة إلى 1384هـ/ 1964م.
أُنشئت أول مدرسة على الإطلاق للبنات في المملكة العربية السعودية في عام 1956 وسميت بـ دار الحنان. وحتى ذلك الحين كان هناك عدد قليل من الفتيات اللاتي حصلن على فرصة التعليم من أي نوع. ثم أُنشئت أول مدرسة تديرها الدولة في عام 1960-1961. تشرف على تعليم الذكور والإناث وزارة التعليم. وأوضحت الكاتبة السعودية منى المنجد أنه خلال السنوات ال 40 الماضية قامت الحكومة ببناء برنامج تعليمي، ونجحت في زيادة المدارس والجامعات لتمكن النساء من الالتحاق بها، وكانت التحسينات في خفض معدلات الأمية أيضاً ناجحة في بناء البنية التحتية للتعليم في السعودية. وعلى مر السنين تقدم التعليم وأصبح أساسياً للأطفال الذكور والإناث، وأيضًا على مر تاريخ التعليم للمرأة في السعودية تلقت المرأة مهارات منها، القراءة والكتابة والمهارات الحسابية الأساسية، وأكملت الدراسة الابتدائية في الوقت المحدد.

## الالتحاق بالمدارس والفصل في التعليم
تعليم المرأة يتم في مؤسسات تعليمية خاصة بالنساء، مؤهلة ومجهزة تجهيزاً تاماً بما يناسبها. ونظام الفصل بين الرجال والنساء في التعليم هو جزءٌ من ثقافة المملكة العربية السعودية منذُ فترة طويلة من القرن العشرين. عبدالعزيز، مؤسس المملكة العربية السعودية طلب وأظهر دعمه لتعليم المرأة، مع أنه دعم قضية التعليم للنساء، بدأ الموارد التعليمية وكرسها بالدرجة الأولى للبنين. ثم بعد ذلك بدأ تعليم المرأة في المملكة العربية السعودية. وحقق إنجازات ومعدلات عالية، فالمرأة حالياً تكمل تعليمها العالي حتى تصل درجة الماجستير والدكتوراه، وعدد كبير من النساء السعوديات يحصلن على تعليم عالي بكل يسر وسهولة. فالفرص التعليمية متكافئة ومتساوية ومتاحة فالسعودية للنساء والرجال على حد سواء  ففي مستوى الجامعة، مسموح للنساء أن تعرض لهن المحاضرات المعطاة من الأساتذة الذكور من خلال شاشة عرض. ويمكنهن طرح أسئلتهن من خلال الهاتف. ولكن هناك ارتفاع في معدلات الالتحاق بالمدارس والسماح للمساواة بين الجنسين بين طلبة المدارس.
وتشير الإحصائيات إلى أن هناك زيادة في عدد الإناث الملتحقات في عام 1974-1975 من 272054 إلى 2121893 في عام 05-2004، وهذا هو زيادة في مستوى 33 في المئة إلى 48 بالمئة. وبالرغم من أن الصفوف والمدارس بأكملها منفصلة بين الجنسين، كانت هناك حركة في الاتجاه الصحيح لعدد المسجلين.

## تقدم في تعليم المرأة
ارتفع عدد الذكور الخريجيين سنوياً من الجامعات من 795 في عام 1970 إلى 21229 في عام 1999، في حين ارتفع عدد الخريجات من 13 إلى 21721 -  انتهى المجموع بتجاوز عدداً قليلاً من الخريجيين الذكور على عدد الخريجات. وقد ارتفع عدد النساء المتخرجات من الجامعة بمعدل 2.5 مرات من الخريجين الذكور خلال العقد الماضي. وكان عدد قليل جداً من الفتيات اللواتي حصلن على فرصة تلقي التعليم في الأماكن العامة وحتى الخاصة قبل عام 1960. لكن كان هناك حل وسط بين الحكومة والهيئة الدينية، وكان هذا مثير للشكوك أن تعليم المرأة غير مقبول من بعض الأوساط الدينية. ومع ذلك، تغلب النساء على عدم المساواة في التعليم ليصبح بعد ذلك التعليم النظامي مسموح في المملكة العربية السعودية. ومع التقدم في تعليم المرأة أكثر يجب على الحكومة السماح لتكافؤ الفرص في التعليم للمرأة ومنحهم أفضل تعليم وتدريب. إذا كانت الحكومة تخلق إستراتيجية إصلاح التعليم للنساء في سن مبكرة في أن تدمج التغييرات في التعليم، والتي من شأنها تساعد في التعامل مع المطالب والأولويات القصوى للاقتصاد السعودي. فإذا كانت موجهة هذه السياسة نحو مواجهة التغيرات الاجتماعية والاقتصادية التي تؤثر على المملكة العربية السعودية. يمكن أن تبدأ بالذهاب بعيداً عن اقتصاد البلاد الغني بالنفط والذي هو مبني عليه، وستصبح ناجحة بشكل مستقل كمجتمع. وإذا استثمرت المملكة العربية السعودية كل أعضاء المجتمع، وليس فقط الرجال.  ستكون هناك فرصة أكبر للنجاح، كتطوير مهارات النساء. والتي من شأنها تؤدي إلى تنمية الرأس المال البشري. والذي يبدأ مع المساواة في التعليم. وقد دفع نظام التعليم في المملكة العربية السعودية المرأة لتتخرج وتبحث عن عمل. عن طريق تعزيز نظام التعليم للنساء والفتيات على جميع المستويات، وتحسين فرص الحصول على تعليم عالي الجودة. وبذلك ستميل المرأة إلى المشاركة في القوى العاملة، والسياسية، والفرص الاجتماعية. وفي نهاية المطاف، ستصبح المملكة العربية السعودية على أتم استعداد لمواجهة أي تحدٍ عالمي. 

## قائمة الجامعات التي تقبل النساء
- جامعة الملك سعود.
- جامعة الملك عبد العزيز
- جامعة الملك خالد.
- جامعة الملك فيصل.
- جامعة أم القرى.
- جامعة الملك عبد الله للعلوم والتقنية.
- جامعة الإمام محمد بن سعود الإسلامية.
- معهد الإدارة العامة (السعودية).
- جامعة طيبة - جامعة الملك خالد.
- جامعة الفيصل - جامعة القصيم.
- جامعة نجران.
- جامعة جازان.
- جامعة المجمعة.
- جامعة الطائف.
- جامعة الأميرة نورة بنت عبد الرحمن «للنساء فقط».
- جامعة حائل.
- جامعة الملك سعود بن عبد العزيز للعلوم الصحية.
- جامعة الأمير سلطان.
- جامعة الأمير سطام بن عبد العزيز.
- جامعة الدمام.
- جامعة الأمير محمد بن فهد.
- جامعة الجوف.
- جامعة تبوك.
- جامعة شقرا.
- جامعة الباحة.
- جامعة عفت الأهلية «للنساء فقط».
- جامعة الحدود الشمالية.
- جامعة الأعمال والتكنولوجيا.
- جامعة دار العلوم.
- جامعة اليمامة.
- جامعة فهد بن سلطان.
- جامعة دار الحكمة «للنساء فقط».
- كلية ابن سينا الأهلية للعلوم الطبية.
- كليات الرياض لطب الأسنان والصيدلة.
- كلية البترجي الأهلية للعلوم الطبية والتقنية.